# Mage Knight: Destiny's Soldier
Mage Knight: Destiny's Soldier est un jeu vidéo de stratégie au tour par tour développé par Big Blue Bubble et édité par Namco Bandai Games, sorti en 2006 sur Nintendo DS.

## Accueil
- GameSpot : 5,6/10[1]